# Dakimakura

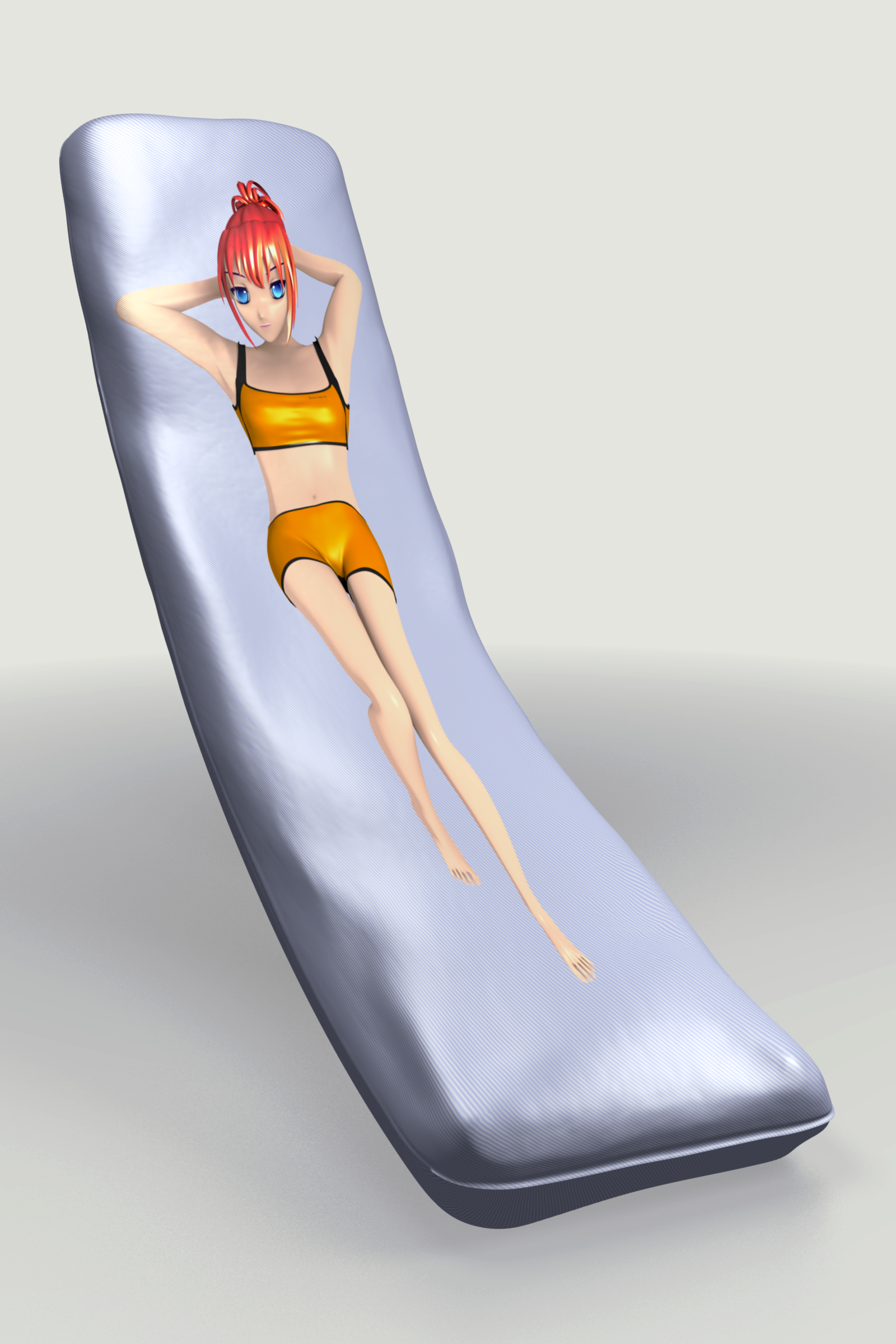
Un dakimakura

Un dakimakura (抱き枕) (de daki (抱き) "per agafar o abraçar" i makura (枕) "coixí") és un tipus de coixí llarg japonès. La paraula es tradueix sovint com a "coixí per abraçar". Des del punt de vista semàntic, els dakimakura no són diferents als coixins ortopèdics occidentals, i són habitualment utilitzats per la joventut japonesa com a "objectes de seguretat". No obstant això, des d'una perspectiva occidental, la paraula "dakimakura" s'utilitza principalment per indicar els coixins amb il·lustracions gràfiques dels personatges femenins estil bishōjo.

## Història
Durant l'any 1990, els dakimakura van començar a entrellaçar-se amb la cultura otaku, donant lloc a la producció de fundes de coixí amb imatges impreses de bishōjo de diversos animes o galge. Molts d'aquests dakimakura van ser llançats al mercat per la marca Cospa, una tenda de roba que actualment segueix fent els dakimakures oficials.